# Gregore
Gregore de Magalhães da Silva, mais conhecido como Gregore (Juiz de Fora, 2 de março de 1994), é um futebolista brasileiro que atua como volante. Atualmente joga pelo Al-Rayyan.

## Carreira

### Início da carreira
Nascido em Juiz de Fora, em Minas Gerais, Gregore iniciou sua carreira no futsal do Sport Juiz de Fora aos 9 anos de idade, por onde permaneceu até aos 13 anos. Depois, retornou ao Sport Juiz de Fora aos 16 anos, dessa vez nas categorias de base do futebol de campo. Teve passagens rápidas nas categorias de base dos clubes Tupi e Tupynambás, ambos também de Juiz de Fora, até ir pras categorias de base do São José em 2011.
Inicialmente, nas categorias de base, Gregore era atacante de beirada. No São José, começou a jogar como meia-atacante. No final da sua passagem pelo clube, passou a atuar como volante.

### São José dos Campos
Após ficar nas categorias de base do São José, Gregore se transferiu para o rival São José dos Campos para a disputa da temporada 2013. Sua estreia como jogador profissional aconteceu no dia 14 de março de 2013, entrando como titular em uma vitória por 1–0 sobre o Batatais, pelo Campeonato Paulista da Série A3. Fez seu primeiro gol na carreira no dia 26 de março de 2014, em uma vitória fora de casa por 1–0 sobre o Rio Preto, pelo Campeonato Paulista da Série A3.[carece de fontes?]

### União São João
Em 2014, Gregore foi emprestado ao União São João até o fim da temporada. Sua estreia aconteceu no dia 10 de agosto, entrando como titular em uma vitória fora de casa sobre a Assisense por 2–0, pelo Campeonato Paulista da Segunda Divisão. Em uma rápida passagem, Gregore atuou em apenas oito partidas pelo clube.

### Retorno ao São José dos Campos
Após o fim do empréstimo ao União São João, Gregore retornou ao São José em 2015. Sua reestreia aconteceu no dia 1 de fevereiro, entrando como titular em uma vitória em casa por 1–0 sobre a Itapirense, pelo Campeonato Paulista da Série A3.

### São Carlos
Em maio de 2015, foi oficializada a contratação de Gregore pelo São Carlos. Sua estreia aconteceu no dia 10 de maio, entrando como titular em uma vitória em casa por 1–0 sobre o Olímpia, pelo Campeonato Paulista da Segunda Divisão. Seu primeiro gol pelo clube aconteceu no dia 16 de maio, em uma vitória fora de casa por 3–0 sobre o Desportivo Brasil.
Foi titular indiscutível do time do São Carlos, que conquistou a promoção no Campeonato Paulista da Segunda Divisão de 2015 como campeões.

### Santos
No dia 17 de dezembro de 2015, Gregore foi emprestado ao Santos, inicialmente destinado ao time B. Fez sua estreia e única partida pelo time principal do Santos no dia 11 de maio, entrando como substituto na vitória fora de casa por 3–0 sobre o Galvez, pela Copa do Brasil de 2016. Por conta de uma lesão, atuou apenas cinco partidas na temporada e teve contrato prorrogado por mais um ano.
Em 2017, ele disputou 25 jogos, chamando a atenção da torcida, que pediu que o atleta ganhasse uma chance entre os profissionais. O jogador chegou a participar de treinamentos na equipe principal, mas não foi utilizado. Gregore foi capitão e um dos principais jogadores do Santos na Copa Paulista e no vice-campeonato do Brasileirão de Aspirantes.

### Bahia

#### 2018
Em 11 de janeiro de 2018, por meio de um pedido do técnico Guto Ferreira, o Bahia acertou a contratação de Gregore, por um contrato de empréstimo de uma temporada. Sua estreia pelo clube aconteceu no dia 24 de janeiro, entrando como titular em uma vitória em casa por 2–1 sobre a Jacuipense, pelo Campeonato Baiano de 2018.
Em 25 de maio de 2018, Gregore renovou seu contrato até 2021 após ter 50% de seus direitos econômicos adquiridos pelo Bahia. Ele encerrou a temporada como um titular indiscutível, atuando em 35 partidas e liderando a campanha nos desarmes, tornando-se um dos melhores volantes da temporada. No ano, Gregore fez 63 partidas, marcou nenhum gol e deu duas assistências.

#### 2019
Seu primeiro jogo na temporada 2019 aconteceu no dia 16 de janeiro, entrando como titular em um empate em casa por 1–1 com o CRB, pela Copa do Nordeste. Em 20 de agosto, o Bahia comprou mais 40% do passe do jogador e ampliou a porcentagem dos direitos econômicos de Gregore. Durante a temporada, Gregore manteve suas ótimas atuações, liderando a campanha mais uma vez nos desarmes. Terminando a temporada com 51 partidas, nenhum gol e quatro assistências.

#### 2020
Sua primeira partida na temporada aconteceu no dia 25 de janeiro, entrando como titular em um empate fora de casa por 0–0 com o Santa Cruz, pela Copa do Nordeste. Seu primeiro gol pelo Bahia aconteceu no dia 12 de fevereiro, em uma vitória em casa por 3–0 sobre o Nacional-PAR, pela Copa Sul-Americana de 2020. Marcou o seu segundo gol pelo clube no dia 5 de novembro, em uma vitória em casa por 4–0 sobre o Melgar. Na temporada, Gregore fez 53 jogos, dois gols e quatro assistências.

### Inter Miami
No dia 24 de fevereiro de 2021, foi anunciada a venda de Gregore ao clube Inter Miami, com o Bahia recebendo 2,9 milhões de dólares pelos 65% do jogador. Por um contrato de quatro temporadas, com possibilidade de renovação por mais uma. Em novembro, ele foi eleito o jogador mais valioso do Inter Miami na temporada de 2021. Ele também liderou o número de desarmes (55) entre todas as equipes da temporada regular da Major League Soccer de 2021.

### Botafogo
Em fevereiro, o Botafogo anunciou oficialmente a contratação de Gregore pelo valor de US$ 2,5 milhões (R$ 13,4 milhões na cotação da época). O jogador assinou contrato até dezembro de 2026. Uma curiosidade é a de que o volante foi regularizado antes mesmo de ser anunciado oficialmente pelo clube. 
Na apresentação pelo Botafogo, Gregore afirmou que nunca teve dúvida sobre a transferência do Inter Miami para o Glorioso.
| “                                                | Quando se trata de um convite do Botafogo, todo mundo tem desejo de atuar com pessoas sérias e um projeto sério. Tinha amigos aqui. Perguntei como era o grupo. Essa volta ao Brasil não tive nem dúvida quando se tratava o Botafogo. Falei com a minha família. Foi um negócio bom para todo mundo. Desejo que a gente possa ser muito feliz aqui. | ” |
| — Gregore na apresentação oficial pelo Botafogo. | |   |

Fez sua estreia pelo clube no dia 24 de fevereiro, entrando no segundo tempo da vitória por 2 a 0 diante do Audax, em partida válida pela 11ª rodada do Campeonato Carioca.
Na temporada, Gregore foi o herói e vilão do Botafogo em poucos dias e, por sorte, para as duas situações que terminaram como campeão o Fogão. Primeiro, foi expulso antes do primeiro minuto de jogo na final da Copa Libertadores contra o Atlético Mineiro, final que terminou em 3 a 1 a favor de sua equipe. Mas dias depois ele se recuperou e converteu o gol que deu o título do Brasileirão na vitória ao Botafogo sobre o São Paulo por 2 a 1, jogo da 38ª e última rodada.

### Al-Rayyan
Em 19 de julho de 2025, o Al-Rayyan, do Catar anunciou a contratação de Gregore. Após pagamento integral de sua multa rescisória, de US$ 7 milhões (R$ 38,9 milhões), o atleta assinou contrato válido até junho de 2027 com a nova equipe.

## Estatísticas
Atualizado até 5 de novembro de 2024.

### Clubes
| Equipe              | Temporada         | Campeonato nacional | Campeonato nacional | Campeonato nacional | Copa nacional[a] | Copa nacional[a] | Copa nacional[a] | Competições continentais[b] | Competições continentais[b] | Competições continentais[b] | Outros torneios[c] | Outros torneios[c] | Outros torneios[c] | Total | Total | Total   |
| Equipe              | Temporada         | Jogos               | Gols                | Assist.             | Jogos            | Gols             | Assist.          | Jogos                       | Gols                        | Assist.                     | Jogos              | Gols               | Assist.            | Jogos | Gols  | Assist. |
| ------------------- | ----------------- | ------------------- | ------------------- | ------------------- | ---------------- | ---------------- | ---------------- | --------------------------- | --------------------------- | --------------------------- | ------------------ | ------------------ | ------------------ | ----- | ----- | ------- |
| São José-SP         | 2012              | —                   | —                   | —                   | —                | —                | —                | —                           | —                           | —                           | 0                  | 0                  | 0                  | 0     | 0     | 0       |
| São José-SP         | Total             | 0                   | 0                   | 0                   | 0                | 0                | 0                | 0                           | 0                           | 0                           | 0                  | 0                  | 0                  | 0     | 0     | 0       |
| São José dos Campos | 2013              | —                   | —                   | —                   | —                | —                | —                | —                           | —                           | —                           | 12                 | 0                  | 0                  | 12    | 0     | 0       |
| São José dos Campos | 2014              | —                   | —                   | —                   | —                | —                | —                | —                           | —                           | —                           | 19                 | 1                  | 0                  | 19    | 1     | 0       |
| São José dos Campos | 2015              | —                   | —                   | —                   | —                | —                | —                | —                           | —                           | —                           | 16                 | 0                  | 0                  | 16    | 0     | 0       |
| São José dos Campos | Total             | 0                   | 0                   | 0                   | 0                | 0                | 0                | 0                           | 0                           | 0                           | 47                 | 1                  | 0                  | 47    | 1     | 0       |
| União São João      | 2014              | —                   | —                   | —                   | —                | —                | —                | —                           | —                           | —                           | 8                  | 0                  | 0                  | 8     | 0     | 0       |
| União São João      | Total             | 0                   | 0                   | 0                   | 0                | 0                | 0                | 0                           | 0                           | 0                           | 8                  | 0                  | 0                  | 8     | 0     | 0       |
| São Carlos          | 2015              | —                   | —                   | —                   | —                | —                | —                | —                           | —                           | —                           | 22                 | 5                  | 0                  | 22    | 5     | 0       |
| São Carlos          | Total             | 0                   | 0                   | 0                   | 0                | 0                | 0                | 0                           | 0                           | 0                           | 22                 | 5                  | 0                  | 22    | 5     | 0       |
| Santos              | 2016              | 0                   | 0                   | 0                   | 1                | 0                | 0                | —                           | —                           | —                           | 5                  | 0                  | 0                  | 6     | 0     | 0       |
| Santos              | 2017              | 0                   | 0                   | 0                   | 0                | 0                | 0                | 0                           | 0                           | 0                           | 20                 | 0                  | 0                  | 20    | 0     | 0       |
| Santos              | Total             | 0                   | 0                   | 0                   | 1                | 0                | 0                | 0                           | 0                           | 0                           | 25                 | 0                  | 0                  | 26    | 0     | 0       |
| Bahia               | 2018              | 35                  | 0                   | 2                   | 4                | 0                | 0                | 5                           | 0                           | 0                           | 19                 | 0                  | 0                  | 63    | 0     | 2       |
| Bahia               | 2019              | 34                  | 0                   | 4                   | 8                | 0                | 0                | 2                           | 0                           | 0                           | 7                  | 0                  | 0                  | 51    | 0     | 4       |
| Bahia               | 2020              | 33                  | 0                   | 4                   | 1                | 0                | 0                | 7                           | 2                           | 0                           | 12                 | 0                  | 0                  | 53    | 2     | 4       |
| Bahia               | Total             | 102                 | 0                   | 10                  | 13               | 0                | 0                | 14                          | 2                           | 0                           | 38                 | 0                  | 0                  | 167   | 2     | 10      |
| Inter Miami         | 2021              | 29                  | 0                   | 3                   | —                | —                | —                | —                           | —                           | —                           | —                  | —                  | —                  | 29    | 0     | 3       |
| Inter Miami         | 2022              | 31                  | 0                   | 2                   | 2                | 0                | 0                | —                           | —                           | —                           | —                  | —                  | —                  | 33    | 0     | 2       |
| Inter Miami         | 2023              | 5                   | 0                   | 1                   | 0                | 0                | 0                | 0                           | 0                           | 0                           | —                  | —                  | —                  | 3     | 0     | 1       |
| Inter Miami         | Total             | 65                  | 0                   | 6                   | 2                | 0                | 0                | 0                           | 0                           | 0                           | 0                  | 0                  | 0                  | 65    | 0     | 6       |
| Botafogo            | 2024              | 27                  | 1                   | 2                   | 4                | 0                | 0                | 14                          | 0                           | 0                           | 3                  | 0                  | 0                  | 48    | 1     | 2       |
| Botafogo            | Total             | 27                  | 1                   | 2                   | 4                | 0                | 0                | 14                          | 0                           | 0                           | 3                  | 0                  | 0                  | 48    | 1     | 2       |
| Total na carreira   | Total na carreira | 194                 | 1                   | 18                  | 20               | 0                | 0                | 28                          | 2                           | 0                           | 143                | 6                  | 0                  | 385   | 9     | 18      |

- a. ^ Jogos da Copa do Brasil e da US Open Cup
- b. ^ Jogos da Copa Libertadores da América, da Copa Sul-Americana e da Copa das Ligas
- c. ^ Jogos do Campeonato Paulista - Série A2, do Campeonato Paulista - Série A3, do Copa Paulista, do Campeonato Paulista - Segunda Divisão, do Campeonato Paulista, do Campeonato Baiano, da Copa do Nordeste e do Campeonato Carioca

## Títulos
São Carlos
- Campeonato Paulista - Segunda Divisão: 2015

Bahia
- Campeonato Baiano: 2018, 2019, 2020

Inter Miami
- Copa das Ligas: 2023

Botafogo
- Taça Rio: 2024
- Copa Libertadores da América: 2024
- Campeonato Brasileiro: 2024